# خانم اسکارلت و دوک
خانم اسکارلت و دوک (به انگلیسی: Miss Scarlet and The Duke) یک مجموعه تلویزیونی جنایی در ژانر درام است که در فضای انگلیس و ایرلند قدیم است. این مجموعه توسط راشل نیو ساخته شده و کیت فیلیپس و استوارت مارتین در نقش یک جفت بازرس خصوصی ویکتوریایی در آن ایفای نقش می‌کنند. پخش سری اول این سریال از ۳۱ مارس ۲۰۲۰ از شبکه علیبی آغاز شد. فیلمبرداری سری دوم قرار است در سپتامبر ۲۰۲۰ شروع شود. این سریال با همین نام از ۲۵ شهریور ۱۳۹۹ در شبکه چهار صدا و سیمای جمهوری اسلامی ایران با دوبله فارسی شروع به پخش گردید.

## داستان
اِلایزا اسکارلت که در لندن در دوره ویکتوریا زندگی می‌کند، هنگام فوت پدرش بی‌پول می‌ماند. این مسئله به ویژه در شرایطی مشکل ساز می‌شود که ازدواج تنها گزینه امنیت مالی برای خروج از این بحران مالی است؛ لذا الایزا تصمیم می‌گیرد تا در آژانس کارآگاهی پدرش فعال باقی بماند و شخصاً به جای پدرش به فعالیت ادامه بدهد. اما برای فعالیت در چنین دنیای مردسالاری در زمینه حل جنایت، به‌طور مکرر از دوست قدیمی اش، ویلیام ولینگتون، بازرس پلیس کمک می‌گیرد…

## بازیگران
- کیت فیلیپس در نقش الایزا اسکارلت
- استوارت مارتین در نقش ویلیام ولینگتون
- دنی میدوینتر در نقش فرانک جنکینز
- آنسو کابیا در نقش موسی
- اندرو گوور در نقش روپرت پارکر

## تولید
سری ۱ در دوبلین، ایرلند فیلمبرداری شده‌است.
از سری ۲ به بعد، تولید به بلگراد، صربستان منتقل شد.